# 존 E. 울
존 일리스 울(John Ellis Wool, 1784년 2월 20일 – 1869년 11월 10일)는 세 번의 연속된 전쟁(1812년 전쟁, 멕시코-미국 전쟁, 남북전쟁)에서 활약한 미군 장교였다. 멕시코-미국 전쟁 때는 군에서 그리고 뛰어난 조직가로서 가장 유능한 장교로 인정받았다.
그는 1861년 네 명의 장군 중 한명이었고, 가장 오래 남북전쟁을 치른 사람이었다. 전쟁이 시작되었을 때 77세의 울 장군은 준장으로 20년간 근무하며 동부군을 지휘했다. 그는 전쟁 양측에서 가장 나이 많은 장군이기도 했다.

## 어린 시절
존 일리스 울은 뉴욕주 뉴버그에서 태어났다. 어린 나이로 고아가 되자 그는 할아버지 제임스와 뉴욕 트로이에 살았다. 그는 지방 학교를 입학하여 12살의 나이에 트로이에서 점원 일을 했다. 이후 그는 설립된 회사에서 변호사 개업을 위해 법을 공부했다.

## 1812년 전쟁
1812년 전쟁이 발발했을 때, 울은 뉴욕 트로이에서 변호사를 개업하고 있었다. 28세에 자원 입대를 했을 때, 그는 미군 제13 보병 연대 대위로 임관했다. 1812년 그는 〈퀸스턴 하이츠 전투〉에 참전했으며, 그곳에서 부상을 당했다. 이 작전을 펼치는 동안 부대를 이끌고, 영군 포병대가 주둔한 고지까지 갔다. 유명한 영국 장군 아이작 브록 장군이 이끄는 보병의 공격에 맞서, 병력을 모아 고지를 방어했다. 공격은 물리쳤고, 그 작전에서 브록 장군이 전사하였다. 그러나 미군은 결국 그 전투에서 패배를 하였다.